# جورج فرنسيس ويليس
جورج فرنسيس ويليس (بالإنجليزية: George Francis Willis)‏ هو شخصية أعمال أمريكي، ولد في 1880، وتوفي في 20 يوليو 1932.